# Димитър Бончов
Димитър Георгиев Бончов е български революционер, участник в Априлското въстание.

## Биография
Роден е около 1848 година в град Горна Джумая, който тогава е в Османската империя. Участва в Априлското въстание през 1876 година в четата на Георги Бенковски. След разгрома ѝ се включва в четата на Цанко Дюстабанов. Властите го залавят и затварят в София, където е обхванат от амнистията по-късно през годината. През Руско-турската война участва в доброволческия отряд освободил Горна Джумая. След 1879 година се преселва в София.